# Taygetis lineata
Taygetis lineata är en fjärilsart som beskrevs av Kivirikko 1936. Taygetis lineata ingår i släktet Taygetis och familjen praktfjärilar. Inga underarter finns listade i Catalogue of Life.